# اولول
اولول یا اُنون یک روستا و منطقه شهرداری در خاوری‌ترین بخش آب‌سنگ حلقوی نامونوییتو در ناحیه اکسوریتود در ایالت چوک در کشور ایالات فدرال میکرونزی می باشد.
{{Infobox settlement
|name=اولول|native_name=اُنون|native_name_lang=|motto=|image_skyline=Ulul-29208.jpg|map_alt=|image_caption=آبخوست اولول از دیده ماهواره اداره کل ملی هوانوردی و فضا (ناسا)|pushpin_map=Federated States of Micronesia|pushpin_label_position=|pushpin_map_alt=|pushpin_map_caption=|latd=8|latm=34|lats=52|latNS=N|longd=149|longm=41|longs=6|longEW=E
به خاطر وجود یک پروازگاه در اولول، شرکت هواپیمایی کارولین آیلندز ایر پروازهای منظمی را به ونو انجام می‌دهد. در این اولول، یک مدرسه، ساختمان شهرداری، ساختمان‌های مسکونی، و ویرانه‌های سنگرهای جنگ جهانی دوم دیده می‌شوند.